# زیکرتو
دهکده زیکرتو (به انگلیسی: Zikertu) در حاشیهٔ رود قزل اوزن قرار داشت و ویژگی رودخانه زبور مارپیچی بودن آن است. قزل اوزن بالاتر از شمال غرب بسوی جنوب شرق میان کوه‌های آق‌داغ، دنبالهٔ البرز جاری می‌شود و درّه‌ای که در این محل تشکیل می‌دهد در دوران کهن اندیا نامیده می‌شد. در بخش شمال شرقی این درّه رودکی که از کوهستان سهند سرازیر می‌شود و شهر میانه بر کرانهٔ آن قرار دارد. درّه این رودک و جویبارهایی که بدان می‌ریزند در دوران باستان ناحیهٔ زیکرتو را تشکیل می‌داد.

## فرمانفرمای زیکرتو
متاتی پیشوای دهکدهٔ زیکرتو در سال ۷۱۶ پیش از میلاد زنده بود. وی با بگداتو و تلوسینا سه شاهک متحد و هم پیمان ماد یا ماننایی بودند که علیه آزا فرزند ایرانزو دومین فرمانفرمای ماننا قیام کردند. آزا نیز مانند پدرش تحت انقیاد سارگون دوم پادشاه آشور بشمار می‌رفت.

## سرزمین ماننا در سال ۷۲۰ پ. م

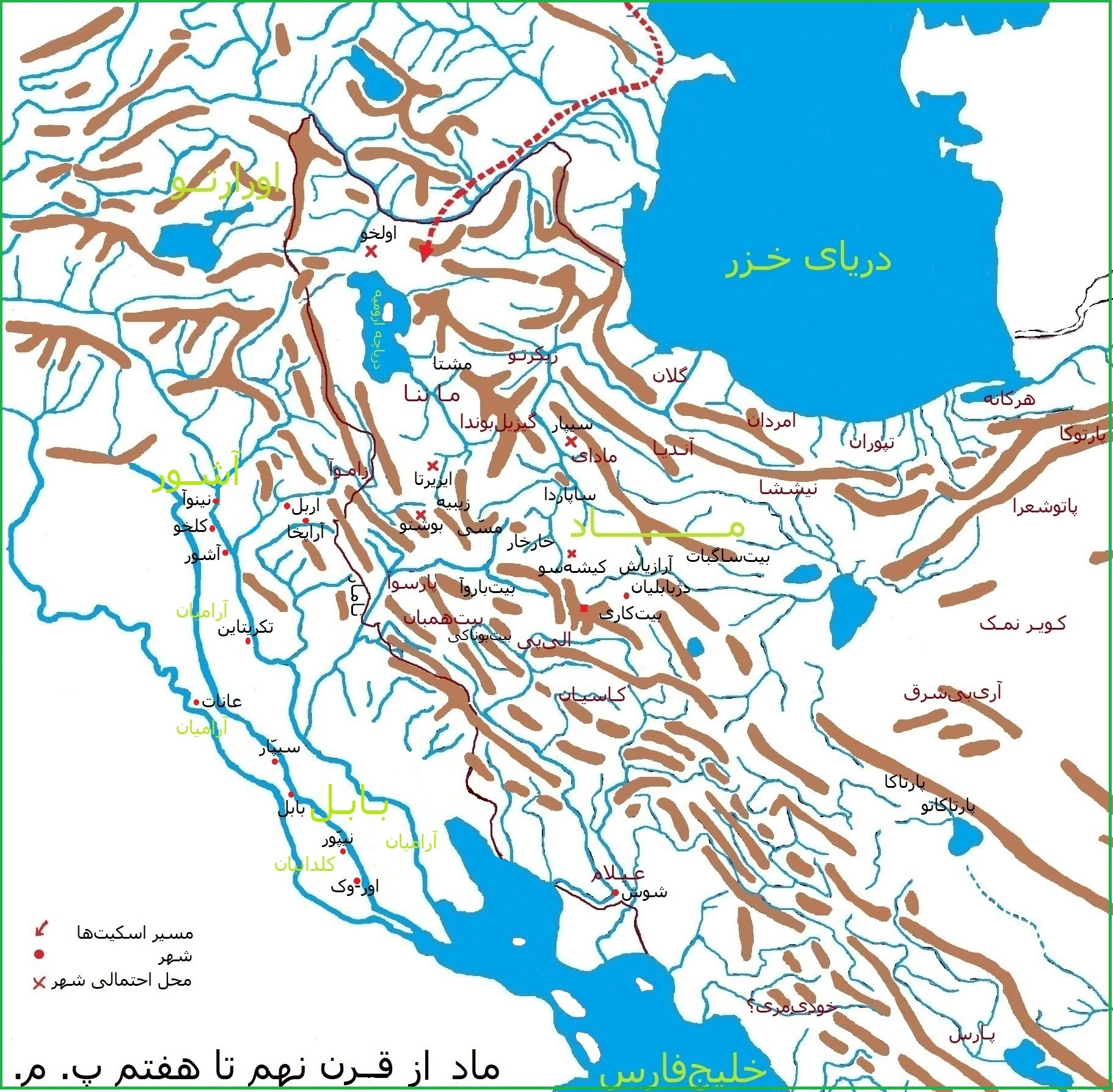
نقاط احتمالی فرمانفرمایان

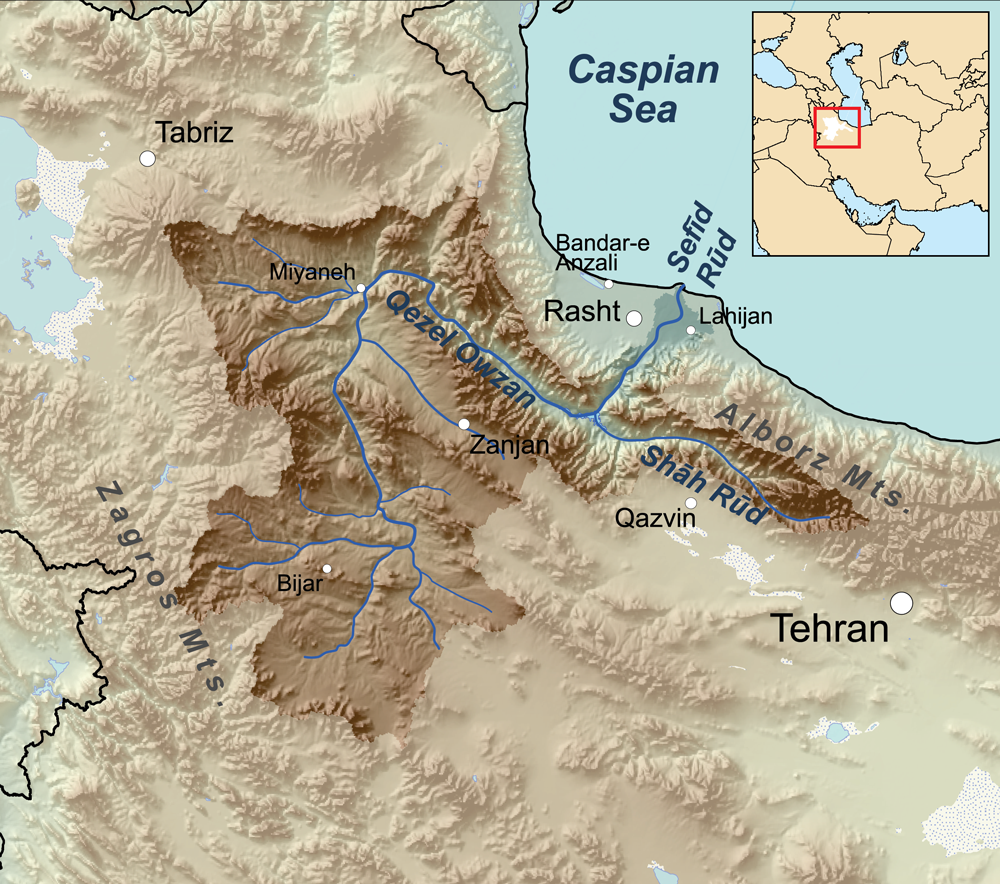
تصویر هوایی

در طی دههٔ دوم قرن هشتم پیش از میلاد لشکرکشی‌های آشور بسوی زاگروس موقتاً قطع شد. در حدود سال - ۷۲۰ پ. م. - وضع سیاسی کشور ماننا به قرار زیر بود:
اقصای شمال - آنسوی دریاچهٔ اورمیه - محتملا تحت تصرف اورارتو بود و به تقریب باقی سرزمین آذربایجان کنونی ایران مستقیم یا غیره مستقیم تحت حکومت ایرانزو پادشاه ماننا بود. ولی در مرزهای آن پادشاهی متصرفات فرمانفرمایان نیمه مستقلی قرار داشتند که برای موجودیت ماننا  خطرناک بودند. این‌ها عبارت بودند از پادشاهی‌های:
- اوئیش دیش تقریباً در ناحیهٔ مراغه،هرق
- زیکرتو (زاگروتی) در ناحیهٔ میانه
- آندیا در بخش درّهٔ قزل اوزن (سفید رود)
- مادای یا سرزمین دیاکو به احتمال قوی در بخش علیای درهٔ قزل اوزن

این‌ها همه تابع ماننا بودند و ماننا هم تا حدودی متحد و وابستهٔ آشور بود.

### حملات سارگون دوم

اسارت و کوچ اجباری

سارگون دوم در سال - ۷۱۵ پ. م. - تهاجم بسوی بخش سفلای قزل اوزن را ادامه داد و وارد آندیا شد. این محل متصرفهٔ شخصی بود بنام تلوسینا که دست کم از سال - ۷۱۹ پ. م. - متحد روسای یکم پادشاه اورارتو شمرده می‌شد. در آن زمان تلوسینا به یاری باگداتو فرمانفرمای اوئیش دییش و متاتی فرمانفرمای زیکرتو علیه آزا پسر ایرانزو حاکم ماننا که دست نشاندهٔ سارگون دوم بود مبارزه می‌کرد.
با بخطر افتادن موقعیت آزا سارگون دوم بیدرنگ دخالت نمود و در نبردی سهمگین به اتفاق آزا از شورشیان ۴۲۰۰ اسیر و مقدار زیادی دام به غنیمت گرفت. از نامه‌ای خطاب به سارگون دوم که در آن از رسیدن هدیه‌ها، اسبان و قاطران از طرف شاهزادهٔ آندیا که به همراه سفیر ماننا وارد شده بود سخن رفته است. سارگون دوم به منظور تسجیل برتری خویش بر اراضی زاگروس شمالی، در ایزیرتو تختگاه ماننا تصویر خود را بر سنگ منقور کرد.

## قبیله ساگارتیان ؟
قبیله زیکرتو را با قبیلهٔ مادی ساگارتیان یکی دانسته‌اند؛ ولی اگر چنین باشد این اصطلاح به هر تقدیر بواسطهٔ ایرانیان در میان آشوریان نفوذ نکرده‌است. باید متذکر شد که آشوریان با هیئت فرستادگان زیکرتو بوسیلهٔ مترجمانی که بزبان ماننایی سخن می‌گفته‌اند دیدار کردند و سفیران مزبور نام غیر ایرانی داشتند.